# Max Zimmermann
Pour les articles homonymes, voir Zimmermann.
August Maximilian Zimmermann, né le 7 juillet 1811 à Zittau en royaume de Saxe et décédé le 29 décembre 1878 à Munich (Empire allemand), est un peintre et lithographe allemand.

## Biographie
Max Zimmermann naît le 7 juillet 1811 à Zittau.

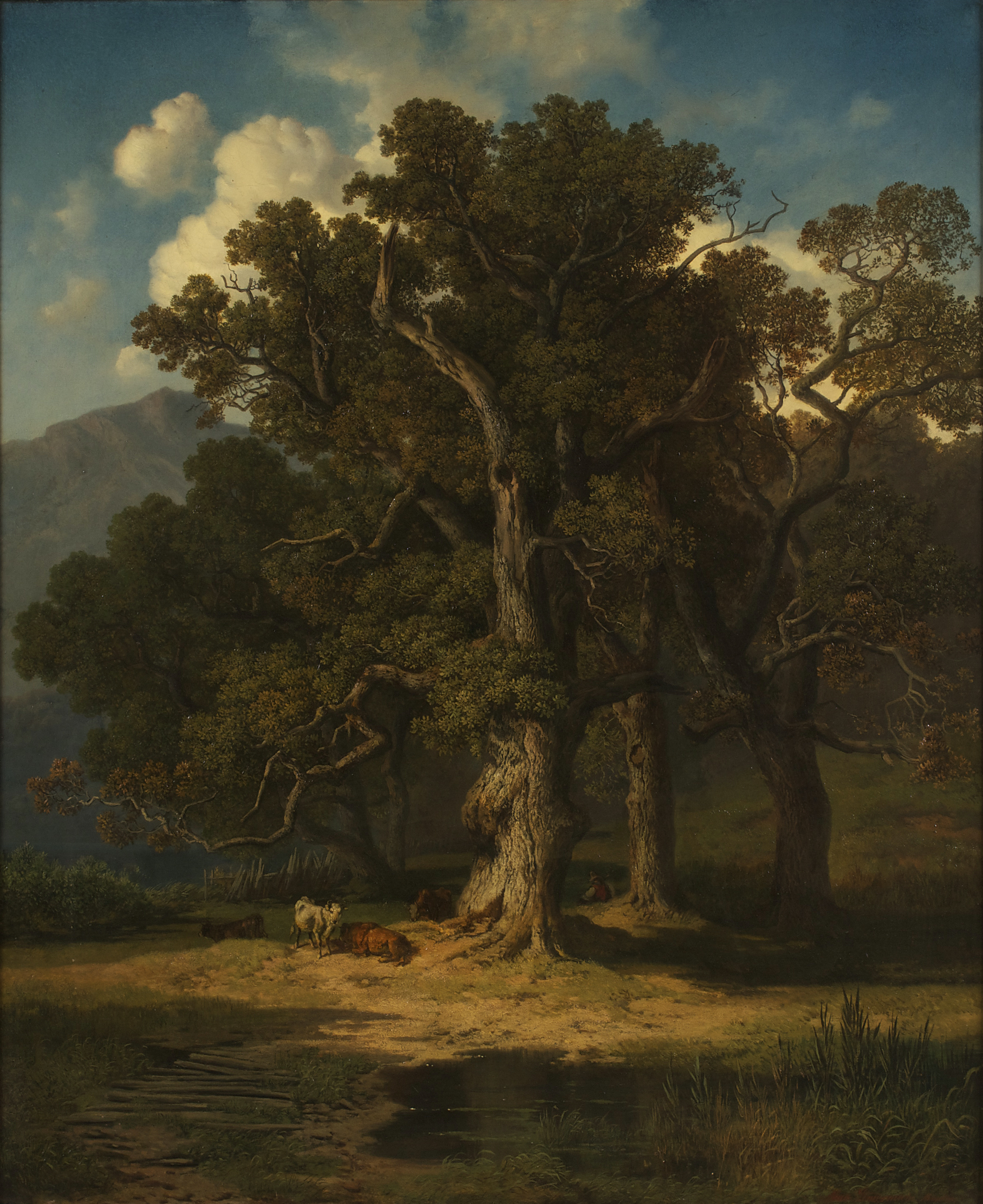
Paysage forestier (c. 1864, palais du Belvedere).

Son père, l'impresario Karl Friedrich August Zimmermann, l'éleve comme musicien, mais dans ses loisirs il pratique la lithographie. À l'âge de vingt-trois ans, il abandonne la musique pour se consacrer entièrement à la lithographie, et rejoint son frère Albert à Munich, où il étudie le dessin sous sa direction. Il se tourne finalement vers la peinture de paysage, qu'il pratique avec un certain succès. Ses sujets sont principalement des scènes de forêt, des études d'arbres. La Neue Pinakothek de Munich a trois de ses tableaux.
Il meurt le 29 décembre 1878 à Munich en 1878.
Zimmermann était issu d'une famille artistique ; outre Albert, ses frères Robert et Richard sont également devenus peintres.